# 狄道州
狄道州，清朝乾隆时设置的散州。评价：繁，疲，难。
乾隆三年（1738年）临洮府移治，改为兰州府。同时，升狄道县为狄道州，属兰州府。民国初年，全国废府州厅改县，于1913年废。